# Raimond Bengtsson
Raimond Bengtsson, född 3 mars 1922, död 30 maj 2003, var en svensk murare, boxare och författare. Han räknas till arbetarförfattarna och var autodidakt likt många andra i genren. Han debuterade 1971 med boken Jag, en jobbare och hans böcker innehåller en stark kritik av Socialdemokraterna som han ansåg ha svikit arbetarklassen.
Som boxare tävlade han för Redbergslids BK och blev bland annat svensk juniormästare 1940. Han tävlade i weltervikt, mellanvikt och lätt tungvikt.
Günter Wallraff skrev efterordet i hans bok om västtyska socialister och han gjorde den sista intervjun med nazisten Albert Speer några veckor innan denne avled.